# Talégalle de Jobi
Talegalla jobiensis
Espèce
Statut de conservation UICN

 LC  : Préoccupation mineure
Le Talégalle de Jobi (Talegalla jobiensis) est une espèce d'oiseau de la famille Megapodiidae.

## Répartition
Cet oiseau peuple le nord de la Nouvelle-Guinée.

## Habitat
Son habitat naturel est les forêts humides subtropicales ou tropicales.

## Sous espèces
Selon la classification de référence du Congrès ornithologique international (version 15.1, 2025) :
- Talegalla jobiensis jobiensis Meyer, AB, 1874 — île Yapen et centre-nord de la Nouvelle-Guinée ;
- Talegalla jobiensis longicaudus Meyer, AB, 1891 — est et sud-est de la Nouvelle-Guinée.